# Valzer finale per un killer
Valzer finale per un killer (One Last Dance) è un film del 2006 diretto da Max Makowski.
La pellicola è di genere giallo ed è considerata un omaggio al cinema di Hong Kong. È stata presentata al Sundance Film Festival 2006 nella competizione World Cinema Dramatic ed al Festival di Cannes 2006 nella sezione "Tous les Cinémas du Monde".

## Trama
A Singapore un killer presentato con lo pseudonimo "T" è coinvolto in una vicenda di rapimenti e omicidi cui prendono parte malavitosi locali e mafiosi italiani facenti capo al boss Terrtano. I fatti si intrecciano con le relazioni personali di T con il capitano di polizia che indaga sugli accadimenti e con la cameriera Mae, sorella di uno dei gangster.

## Produzione
Il film è interamente girato a Singapore e realizzato in lingua cantonese. Utilizza una struttura narrativa non lineare, con numerose scene di violenza che lo avvicinano al genere pulp.

## Distribuzione
La pellicola è stata presentata in anteprima al Sundance Film Festival 2006 e distribuita nei cinema di Singapore l'anno successivo.
Il film è stato distribuito in Italia nel 2008 in dvd da Dolmen Home Video. Per l'edizione italiana – il cui doppiaggio venne curato da Raflesia – fu adottato il titolo Valzer finale per un killer, difforme dall'originale in lingua inglese One Last Dance (in italiano Un ultimo ballo).

## Accoglienza
La critica ha considerato la pellicola anticonformista e di nicchia, plaudendo alla recitazione di Francis Ng nei panni di T.

## Riconoscimenti
- 2006 – Newport Beach Film Festival
  - Miglior fotografia a Charlie Lam
- 2006 – Sundance Film Festival
  - Candidato al Premio della giuria: World Cinema Dramatic